# (9019) Eucommia
(9019) Eucommia est un astéroïde de la ceinture principale.

## Description
(9019) Eucommia est un astéroïde de la ceinture principale. Il fut découvert le 28 août 1987 à La Silla par Eric Walter Elst. Il présente une orbite caractérisée par un demi-grand axe de 2,44 UA, une excentricité de 0,10 et une inclinaison de 5,4° par rapport à l'écliptique.

## Compléments